# Диви и красиви
"Диви и красиви" е българско телевизионно риалити предаване за запознанства, в който напълно непознати мъже и жени преминават през буря от емоции, срещат редица вълнуващи предизвикателства и изпитания, за да открият цената на истинската любов.  Изненадващи изкушения и много забавни моменти очакват избраниците в палата на любовта, сгушен в живописната природа на Българското Черноморие.

## Сезони
| Сезон | Излъчване | Година | Водещи                                   | Епизоди | Старт     | Финал        | Дни на излъчване          | Локация   | Победители      |
| ----- | --------- | ------ | ---------------------------------------- | ------- | --------- | ------------ | ------------------------- | --------- | --------------- |
| 1     | YouTube   | 2024   | Ива Иванова Верислав Туджаров (до 9 еп.) | 26      | 14 юли    | 21 октомври  | сряда и неделя, 19:00     | Созопол   | Йордан Крачунов |
| 2     | NOVA      | 2025   | Магдалена Томова                         |         | 11 август | 20 септември | понеделник - петък, 21:00 | Българево |                 |

## Първи сезон
Дебютният сезон на предаването стартира на 14 юли 2024 г. с участието на 8 жени и 8 мъже. Сниман е на различни локации в обл. Бургас. Последният епизод се излъчва на живо от Зала 1 на НДК на 21 октомври 2024 г. Целият сезон се излъчва онлайн в YouTube всяка сряда и неделя от 19.00 часа. Голямата награда е околосветско пътешествие (меден месец) на стойност 50 000 лв. или парична награда от 10 000 лв.  Победител в първия сезон на "Диви и красиви" е Йордан Крачунов. 

### Продукция
| Създатели: Михаил Недков, Неделчо Богданов                                                   |
| Водещи: Ива Иванова, Верислав Туджаров (до еп. 9)                                            |
| Водещи-подкаст: Михаил Недков, Ния-Косара Георгиева (до №5), Неделчо Богданов (от №6 до №11) |
| Продуценти: Неделчо Богданов, Михаил Недков                                                  |
| Епизоди: 26                                                                                  |
| Времетраене: 47 – 142 минути                                                                 |
| Разпространение: YouTube                                                                     |
| Излъчване: 14 юли 2024 г. – 21 октомври 2024 г.                                              |

### Участници
| Арина Осипова      |
| Георги Ангелов     |
| Георги Петков      |
| Елена Петкова      |
| Ина Георгиева      |
| Ивайло Димитров    |
| Йоан Бекирски      |
| Ирена Калчева      |
| Йордан Крачунов    |
| Константин Ковачев |
| Николай Марковски  |
| Николета Тодорова  |
| Симеон Димитров    |
| Симона Милова      |
| Стилияна Кръстева  |
| Теа Добрева        |

## Втори сезон
Вторият сезон стартира на 11 август 2025 г. и се излъчва по Нова телевизия от 21.00 ч. в делничните дни като продукция на Hidalgo Productions с продуценти Красимир Ванков и Михаил Недков. Епизодите са заснети в района на село Българево и Северното Черноморие. Водеща е Магдалена Томова.  Този път участниците са 17 (8 жени и 9 мъже).  В YouTube eпизодите се излъчват от 22.00 ч. Подкаст с отпадналия участник за седмицата се излъчва всяка неделя от 12.00 само в YouTube.

### Участници
| Асен Николов        |
| Божин Христов       |
| Ванеса Валентинова  |
| Джулия Петрова      |
| Евгения Ангелова    |
| Елена Хаджииванова  |
| Ивелина Грънчарова  |
| Марио Гълъбов       |
| Марсел Стоянов      |
| Николай Георгиев    |
| Николай Масурски    |
| Радослав Петров     |
| Радослава Андреева  |
| Ренета Маджарова    |
| Стефан Попов – Чефо |
| Стоян Адирков       |
| Сузана Делиева      |